# IV. Ferdinánd magyar király
IV. Ferdinánd (Bécs, 1633. szeptember 8. – Bécs, 1654. július 9.) Habsburg-házi osztrák főherceg, III. Ferdinánd német-római császár és Ausztriai Mária Anna császárné elsőszülött fia, akit még apja életében cseh, magyar és német királlyá (rex iunior) koronáztak, ám 1654-ben, húsz éves korában himlő következtében elhunyt. Apja örököse a német-római császári trónon fiatalabb testvére, Lipót főherceg lett.

## Élete

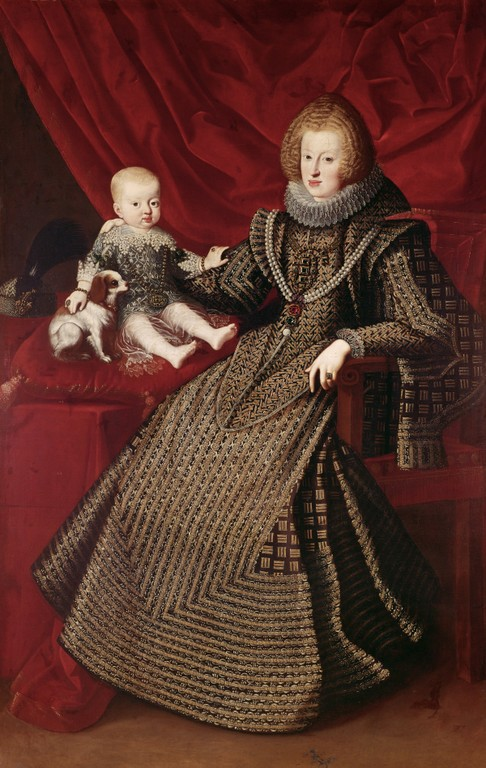
AZ ifjú Ferdinánd főherceg édesanyjával, Ausztriai Mária Anna császárnéval (1634)

III. Ferdinánd német-római császárnak és első feleségének, Mária Anna spanyol infánsnőnek legidősebb fiaként született 1633. szeptember 8-án. Az eleven eszű gyermek apja kedvence volt, így már korán bevonták őt a kormányügyekbe.
Apja 1646-ban cseh királlyá koronáztatta, majd 1646. május 1-jére a magyar rendeknek is országgyűlést hirdetett Pozsonyba, hogy Ferdinándot magyar királlyá is megkoronáztassa. Az országgyűlés azonban csak 1646. augusztus 24-én nyílt meg, mert időközben, május 13-án Mária Anna császárné meghalt. Ferdinándot végül 1647. június 16-án koronázta magyar királlyá Lippay György esztergomi érsek. Hat évvel később, 1653. május 31-én Augsburgban német királlyá választották, és még az év június 18-án Regensburgban János Fülöp mainzi érsek megkoronázta. Jelmondata: Deo et populo (Istennek s a népnek) lett.
Ezekkel a gondosan előkészített lépésekkel igyekezett biztosítani apja a birodalmi politika folytonosságát. IV. Fülöp spanyol király legidősebb leányával, Mária Terézia infánsnővel kötendő házasságot tervezték, amikor IV. Ferdinánd, a megkoronázott király himlőbetegségbe esett, és hamarosan, 1654. július 9-én meghalt. Bécsben a kapucinusok templomának kriptájában nyugszik. Tervezett jegyese, Mária Terézia infánsnő négy évvel később, 1660-ban XIV. Lajos francia király felesége lett.
Halála után III. Ferdinánd császár ifjabbik fiát, az eredetileg papnak szánt Lipót főherceget koronáztatta meg, akit apjának halála után, 1657. július 27-én I. Lipót néven magyar királlyá koronáztak, majd 1658. augusztus 1-jén német-római császárrá is megválasztottak.